# Бристол Бофор
Бристол Бофор (енгл. Bristol Beaufort) је био британски торпедни бомбардер из периода Другог свјетског рата. Производила га је фабрика Бристол од 1939. до 1944.

## Развој
Развијен од авиона Бристол Бленим, Бофор је био тежи јер је захтијевана посада од 4 човјека. Летне особине са моторима Меркјури (Mercury) и Персеус су биле незадовољавајуће, па је избор пао на Таурус мотор малих димензија и чеоног отпора.
Први лет прототипа је изведен 15. октобра 1938. године, а авион је ушао у серијску производњу 1939. Исте године су почети планови израде авиона у Аустралији, али због тешкоћа снабдијевања аустралијски авиони су имали моторе Твин Восп (Twin Wasp). Такође имали су повишен реп, различиту опрему, а произведени су и као тренажни и транспортни авиони. Авион је постао потпуно оперативан у Краљевском ратном ваздухопловству до августа 1940.
Произведено је укупно 2080 авиона, од тога око 700 у Аустралији за службу на југозападном Пацифику.

## У борби
У веће успјехе се може убројати торпедирање њемачког брода Гнајзенау и бомбардовање брода Шарнхорст. Уз то су потопили бројне мање бродове и полагали морске мине.
Најважније мисије Аустралијског ратног ваздухопловства су биле против јапанске флоте у на острву Норманби (Normanby), у Тиморском мору, и око Нове Гвинеје и Соломонових острва.

## Корисници
- Уједињено Краљевство
- Аустралија
- Турска

## Карактеристике
Врста авиона: торпедни бомбардер
- Први лет прототипа: 1938.
- Произвођач: Бристол

Димензије
- Аеропрофил крила:

Масе
Погонска група
- Мотори: два, Bristol Taurus VI, 843 kW, 1,130 КС сваки
- Однос снага/тежина: 175

## Летне особине
- Највећа брзина: 418 km/h неоптерећен, 362 са торпедом
- Радијус дејства: 2592
- Највећи долет:
- Оперативни врхунац лета: 5,030
- Брзина пењања:

## Наоружање
- Стрељачко: разно, често 2 митраљеза 0.303 ин (7.7 mm) у леђној куполи, један фиксни у лијевом крилу, и један у подбрадној куполи. Честе и друге комбинације митраљеза 7.7 и 12.7 mm.
- Бомбе: до 907 kg бомби или торпедо од 18 инча промјера.